# Nils Schumann
Nils Schumann, född 20 maj 1978 i Bad Frankenhausen, Västtyskland, är en tysk friidrottare som tävlar i medeldistanslöpning.
Schumanns genombrott kom under 1998 då han blev europamästare på 800 meter både inomhus och utomhus. Vid VM 1999 i Sevilla slutade han på åttonde plats. 
Hans kanske främsta merit kom när han blev olympisk mästare på 800 meter vid Olympiska sommarspelen 2000 i Sydney på tiden 1.45,08. Han var även i final vid VM 2001 och slutade då femma. Han blev även bronsmedaljör vid EM 2002 i München. 
Under perioden 2002-2007 har Schumann inte tävlat på grund av skador.

## Personliga rekord
- 400 meter - 46.65
- 800 meter - 1:44.16
- 1500 meter - 3:38.51